# Portal Tomb von Ballynoe
Das Portal Tomb von Ballynoe (irisch An Baile Nua – auch Newtown genannt) liegt östlich des einst nur etwa 30 m entfernten Flusses Derreen (An Daoirin), nordöstlich von Ballon und etwa 4 km südlich von Tullow (irisch: An Tulach;) im County Carlow in Irland und ist auf der OS-Karte als „Cromlech“ markiert. Als Portal Tombs werden in Irland und Großbritannien Megalithanlagen bezeichnet, bei denen zwei gleich hohe, aufrecht stehende Steine mit einem Türstein dazwischen, die Vorderseite einer Kammer bilden, die mit einem zum Teil gewaltigen Deckstein bedeckt ist.
Das Portal Tomb ist gekennzeichnet durch seinen schräg stehenden stark verkrusteten Deckstein aus Quarz mit Rippen und Rillen, die durch Verwitterung entstanden sind. Es liegt hangaufwärts nach Osten orientiert auf einem kleinen Felsvorsprung. Der vom einzigen Portalstein gestützte Deckstein ist 3,5 m lang, 3,2 m breit und 0,8 m dick. Die anderen Steine fehlen sind zerbrochen oder verstürzt. Ein kleiner Endstein ist sichtbar. Es gibt Spuren eines etwa 30 m langen Cairns.
Der Menhir von Knocknatubbrid aus lokalem Granit, steht auf dem Gipfel eines kleinen Hügels im Südosten. Er ist 1,6 m hoch, und unten an der breitesten Stelle, 0,9 m breit.